# Ryōji Isaoka
Dans ce nom, le nom de famille, Ryoji, précède le nom personnel.
Ryōji Isaoka (砂岡 良治, Isaoka Ryōji, né le 18 février 1962 à Ōhira dans la préfecture de Tochigi) est un haltérophile japonais.
Il remporte une médaille de bronze olympique en 1984 à Los Angeles en moins de 82,5 kg ainsi qu'une autre médaille de bronze aux Championnats du monde d'haltérophilie de 1984. Il décroche aussi deux médailles d'or en 1982 et en 1986 et une médaille de bronze en 1990 lors des Jeux asiatiques.